# Karl Schilling (Politiker, 1890)

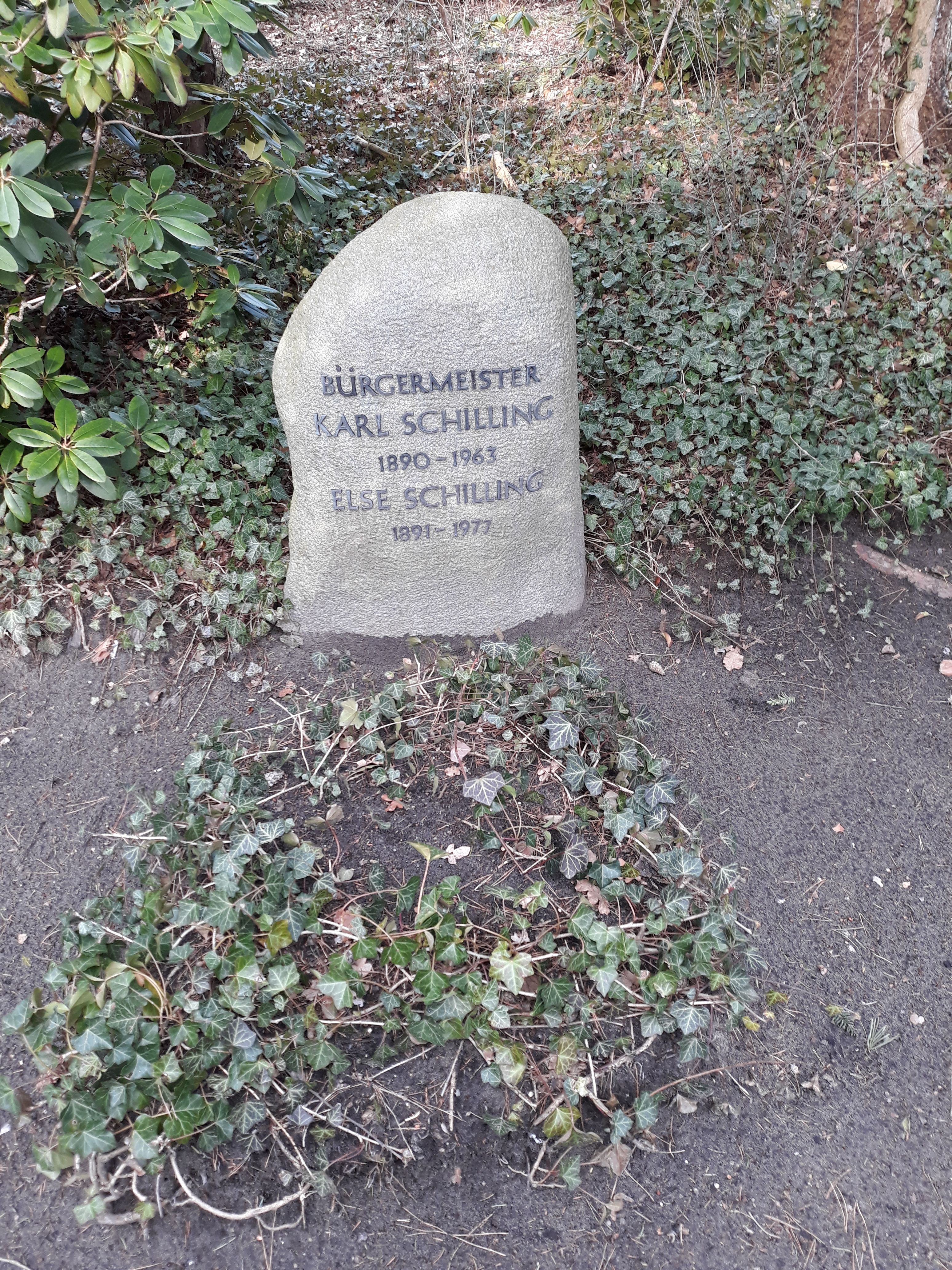
Das Grab von Karl Schilling und seiner Ehefrau Else auf dem Friedhof In den Kisseln in Berlin.

Karl Schilling (* 14. April 1890 in Spandau; † 10. April 1963 in Berlin) war ein deutscher Politiker (SPD).
Schilling arbeitete als Dreher. 1913 wurde er Mitglied der SPD und ab 1919 Bezirksverordneter. Von 1926 bis 1933 war er Hausverwalter und später Sprengmeister.
Nach dem Zweiten Weltkrieg wurde Schilling Bezirksrat für Wohnungswesen im Bezirk Spandau. Bei der Wahl zur Stadtverordnetenversammlung von Groß-Berlin 1946 wurde er zwar gewählt, schied aber bereits im Januar 1947 aus, da er weiterhin im Bezirksamt Spandau arbeitete. Im Februar 1949 starb der bisherige Bezirksbürgermeister Gottlob Münsinger, so dass Schilling zum neuen Bezirksbürgermeister gewählt wurde. Sein Nachfolger wurde 1954 Georg Ramin.